# Червоне (озеро, Чукотка)
64°28′00″ пн. ш. 174°25′00″ сх. д. / 64.466666666667° пн. ш. 174.41666666667° сх. д.
Червоне (рос. Красное озеро) — найбільше озеро Анадирської низовини, знаходиться в Анадирському районі Чукотського автономного округу Росії. Поблизу озера розташоване село Краснено.

## Історичні відомості
Озеро названо по пофарбованим у червоні і бурі відтінки ефузивним породам, що складають узбережжя. На перших картах озеро називалася Красняно — на діалекті старожильського російського населення означало «багате, рясне». З моменту утворення Анадирского острогу на березі озера влаштовувалися регулярні ярмарки. Береза і тополя, які росли колись навколо,  активно використовувалися для виготовлення нарт.

## Гідрографія
Озеро Червоне розташоване у нижній течії річки Анадир і займає досить велику западину. Із заходу западина озера обмежена Чикаєвськими горами (280—390 м), а зі сходу — відрогами (350—420 м) хребта Рариткін. Довжина озера становить 35 км, ширина — 15 км, глибина — до 4 метрів. Площа дзеркала — 458 км²
Власне озеро є фрагментом стариці Анадиря. Разом з тим наявність значної кількості великих шматків обсидіану по берегах озера і річок що впадають у нього, може свідчити про участь у формуванні улоговини озера і давніх вулканічних процесів. Мешканці Жоховської стоянки привозили обсидіан з берегів озера Червоне на Новосибірські острови 9 тис. років тому.
Східні берега озера урвисті, а північні і південні — пологі і ниці. Піднесені ділянки берега покриті стлаником, на низькі — чагарником і мохом. Протоками Бурекууль і Пряма (остання є судноплавною) озеро сполучено з річкою Анадир.
Озеро Червоне зазнає вплив припливів і згонно-нагінних вітрів, що поширюються Анадирем з Анадирської затоки. При зганяючих вітрах у середній частині озера оголюються обмілини. Дно озера нерівне і покрито шаром в'язкого мулу.
В озеро впадають річки: Березова, Ламутська, Кейвильгільвеєм, Таляйнин, Кепетчакиль тощо.

## Іхтіофауна
Червоне — місце нагулу сигових риб (нельма, чир, сиг), крім того тут зустрічається щука, влітку заходять кета, горбуша, корюшка, палія арктична. Відразу після сходу льоду у водойму заходять невеликі стада білух.
Озеро і околиці знаходяться на території проектованого водного пам'ятки природи «Озеро Червоне».